# Tomás Carbonell
Pour les articles homonymes, voir Carbonell.
Tomás Carbonell, né le 7 août 1968 à Barcelone, est un joueur de tennis espagnol, professionnel de 1987 à 2001. Il est surtout réputé pour être un excellent joueur de double, remportant 22 titres dans sa carrière.
Dans les années 2010, il commente le tennis sur la chaîne de télévision publique TVE.

## Parcours dans les tournois duGrand Chelem

### En simple
| Année | Open d'Australie | Open d'Australie | Internationaux de France | Internationaux de France | Wimbledon       | Wimbledon     | US Open         | US Open        |
| ----- | ---------------- | ---------------- | ------------------------ | ------------------------ | --------------- | ------------- | --------------- | -------------- |
| 1987  | —                | —                | 2e tour (1/32)           | A. Chesnokov             | —               | —             | —               | —              |
| 1988  | —                | —                | —                        | —                        | —               | —             | 1er tour (1/64) | T. Svantesson  |
| 1989  | —                | —                | 1er tour (1/64)          | M. Wilander              | 3e tour (1/16)  | I. Lendl      | 1er tour (1/64) | M. Woodforde   |
| 1990  | 2e tour (1/32)   | I. Lendl         | 1er tour (1/64)          | M. Gustafsson            | 1er tour (1/64) | M. Mečíř      | 3e tour (1/16)  | Bo. Becker     |
| 1991  | —                | —                | 3e tour (1/16)           | J. Hlasek                | 1er tour (1/64) | H. Leconte    | 1er tour (1/64) | S. Bruguera    |
| 1992  | —                | —                | 1er tour (1/64)          | G. López                 | 1er tour (1/64) | D. Rostagno   | 1er tour (1/64) | J. Palmer      |
| 1993  | 2e tour (1/32)   | J. Stark         | 2e tour (1/32)           | J. Courier               | 1er tour (1/64) | R. Agenor     | 1er tour (1/64) | W. Masur       |
| 1994  | 1er tour (1/64)  | E. Sánchez       | 1er tour (1/64)          | B. Karbacher             | 1er tour (1/64) | A. Mansdorf   | 2e tour (1/32)  | M.-K. Goellner |
| 1995  | —                | —                | 3e tour (1/16)           | M. Chang                 | 3e tour (1/16)  | A. Krickstein | —               | —              |
| 1996  | —                | —                | 2e tour (1/32)           | R. Krajicek              | 2e tour (1/32)  | Bo. Becker    | 1er tour (1/64) | N. Godwin      |
| 1997  | 2e tour (1/32)   | A. Berasategui   | —                        | —                        | —               | —             | —               | —              |

N.B. : à droite du résultat se trouve le nom de l'ultime adversaire.

### En double
| Année | Open d'Australie                                                                  | Open d'Australie                                                                | Internationaux de France                                                               | Internationaux de France                                                               | Wimbledon                                                                         | Wimbledon                                                                   | US Open | US Open |
| ----- | --------------------------------------------------------------------------------- | ------------------------------------------------------------------------------- | -------------------------------------------------------------------------------------- | -------------------------------------------------------------------------------------- | --------------------------------------------------------------------------------- | --------------------------------------------------------------------------- | ------- | ------- |
| 1987  | —                                                                                 | —                                                                               | 2e tour (1/16) J. Sánchez \|\| style="text-align:left;" \| J. Arias E. Korita          | —                                                                                      | —                                                                                 | —                                                                           | —       |         |
| 1988  | —                                                                                 | —                                                                               | 1er tour (1/32) J. Sánchez \|\| style="text-align:left;" \| A. Boetsch L. Courteau     | —                                                                                      | —                                                                                 | 2e tour (1/16) J. Sánchez \|\| style="text-align:left;" \| R. Leach J. Pugh |         |         |
| 1989  | —                                                                                 | —                                                                               | 1/4 de finale C. Costa \|\| style="text-align:left;" \| J. Grabb P. McEnroe            | 1er tour (1/32) R. Båthman \|\| style="text-align:left;" \| P. Aldrich D. Visser       | 2e tour (1/16) D. Pérez \|\| style="text-align:left;" \| J.-P. Fleurian R. Smith  |                                                                             |         |         |
| 1990  | 1er tour (1/32) D. Nargiso \|\| style="text-align:left;" \| S. Davis R. Van't Hof | 1er tour (1/32) C. Costa \|\| style="text-align:left;" \| K. Flach R. Seguso    | —                                                                                      | —                                                                                      | 1/4 de finale S. Bruguera \|\| style="text-align:left;" \| P. Annacone D. Wheaton |                                                                             |         |         |
| 1991  | —                                                                                 | —                                                                               | 2e tour (1/16) H. de la Peña \|\| style="text-align:left;" \| S. DeVries D. Macpherson | 2e tour (1/16) P. Korda \|\| style="text-align:left;" \| G. Connell G. Michibata       | 1er tour (1/32) S. Bruguera \|\| style="text-align:left;" \| L. Mattar J. Oncins  |                                                                             |         |         |
| 1992  | —                                                                                 | —                                                                               | 1/8 de finale F. Roig \|\| style="text-align:left;" \| P. Korda J. Pugh                | 1er tour (1/32) D. Rikl \|\| style="text-align:left;" \| J. McEnroe M. Stich           | 1er tour (1/32) C. Miniussi \|\| style="text-align:left;" \| J. Apell B. Steven   |                                                                             |         |         |
| 1993  | 1er tour (1/32) C. Costa \|\| style="text-align:left;" \| H. J. Davids L. Pimek   | 1/8 de finale C. Costa \|\| style="text-align:left;" \| M. Kratzmann W. Masur   | —                                                                                      | —                                                                                      | 1er tour (1/32) L. Pimek \|\| style="text-align:left;" \| D. Nargiso J. Sánchez   |                                                                             |         |         |
| 1994  | 2e tour (1/16) C. Brandi \|\| style="text-align:left;" \| K. Flach R. Leach       | 1er tour (1/32) L. Pimek \|\| style="text-align:left;" \| I. Kafelnikov D. Rikl | 1er tour (1/32) J. Lozano \|\| style="text-align:left;" \| B. Black J. Stark           | 2e tour (1/16) F. Roig \|\| style="text-align:left;" \| T. Woodbridge M. Woodforde     |                                                                                   |                                                                             |         |         |
| 1995  | —                                                                                 | —                                                                               | 1er tour (1/32) F. Roig \|\| style="text-align:left;" \| K. Nováček M. Wilander        | 1er tour (1/32) F. Roig \|\| style="text-align:left;" \| J. Palmer R. Reneberg         | —                                                                                 | —                                                                           |         |         |
| 1996  | —                                                                                 | —                                                                               | 1er tour (1/32) F. Roig \|\| style="text-align:left;" \| P. Kühnen G. Muller           | 2e tour (1/16) F. Roig \|\| style="text-align:left;" \| B. MacPhie M. Tebbutt          | 2e tour (1/16) F. Roig \|\| style="text-align:left;" \| L. Lobo J. Sánchez        |                                                                             |         |         |
| 1997  | 1er tour (1/32) À. Corretja \|\| style="text-align:left;" \| K. Jones S. Melville | 1/4 de finale F. Roig \|\| style="text-align:left;" \| L. Arnold Ker D. Orsanic | —                                                                                      | —                                                                                      | —                                                                                 | —                                                                           |         |         |
| 1998  | —                                                                                 | —                                                                               | 2e tour (1/16) F. Roig \|\| style="text-align:left;" \| G. Kuerten F. Meligeni         | 1er tour (1/32) J. Burillo \|\| style="text-align:left;" \| T. Woodbridge M. Woodforde | 2e tour (1/16) F. Roig \|\| style="text-align:left;" \| L. Lobo J. Sánchez        |                                                                             |         |         |
| 1999  | —                                                                                 | —                                                                               | 1/2 finale P. Albano \|\| style="text-align:left;" \| G. Ivanišević J. Tarango         | 2e tour (1/16) P. Albano \|\| style="text-align:left;" \| J. Björkman P. Rafter        | 2e tour (1/16) P. Albano \|\| style="text-align:left;" \| W. Black S. Stolle      |                                                                             |         |         |
| 2000  | —                                                                                 | —                                                                               | 1/2 finale M. García \|\| style="text-align:left;" \| P. Haarhuis S. Stolle            | 1er tour (1/32) M. García \|\| style="text-align:left;" \| O. Delaitre F. Santoro      | 1er tour (1/32) M. García \|\| style="text-align:left;" \| C. Haggard T. Vanhoudt |                                                                             |         |         |
| 2001  | —                                                                                 | —                                                                               | 2e tour (1/16) A. Portas \|\| style="text-align:left;" \| E. Ferreira R. Leach         | 2e tour (1/16) J. Siemerink \|\| style="text-align:left;" \| P. Pála P. Vízner         | 1er tour (1/32) N. Lapentti \|\| style="text-align:left;" \| P. Pála P. Vízner    |                                                                             |         |         |

N.B. : le nom du ou de la partenaire se trouve sous le résultat ; le nom des ultimes adversaires se trouve à droite.

### En double mixte
| Année | Open d'Australie | Open d'Australie | Internationaux de France  | Internationaux de France | Wimbledon                                                                         | Wimbledon | US Open | US Open |
| ----- | ---------------- | ---------------- | ------------------------- | ------------------------ | --------------------------------------------------------------------------------- | --------- | ------- | ------- |
| 2001  | —                | —                | Victoire V. Ruano Pascual | P. Suárez J. Oncins      | 2e tour (1/16) V. Ruano Pascual \|\| style="text-align:left;" \| K. Po D. Johnson | —         | —       |         |

N.B. : le nom de la partenaire se trouve sous le résultat ; le nom des ultimes adversaires se trouve à droite.